# Commedia

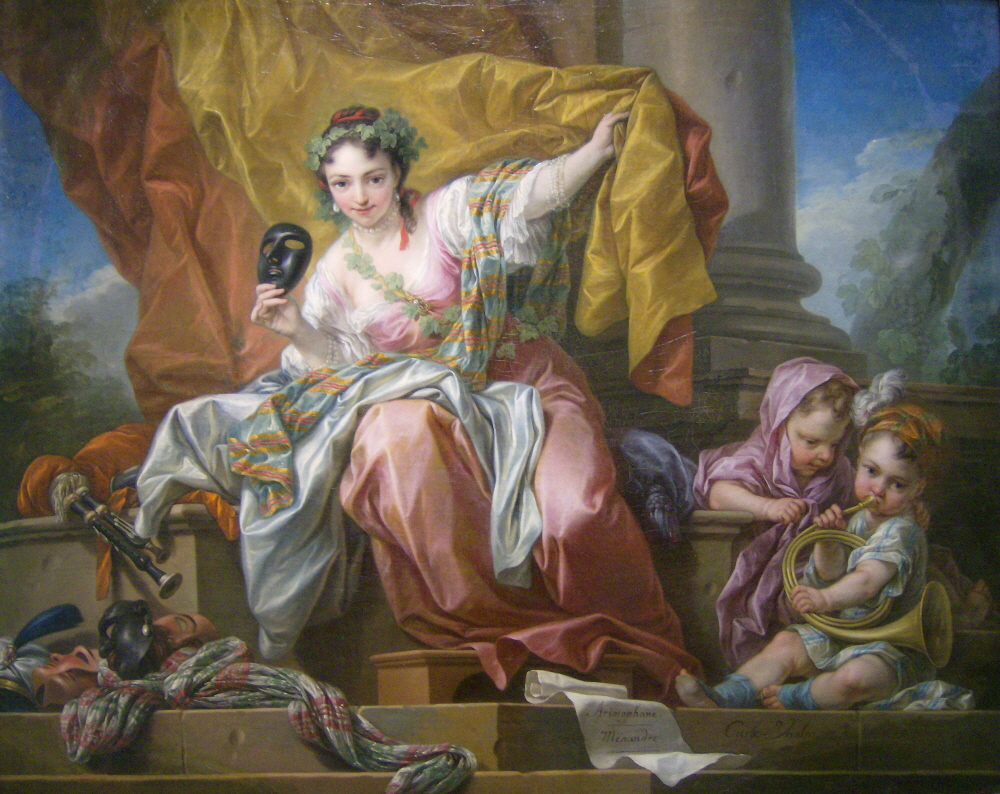
Allegoria della commedia, Charles-André van Loo (1752)

Una commedia è un componimento teatrale o un'opera cinematografica dalle tematiche di norma leggere o atto a suscitare il riso. Il termine ha assunto nei secoli varie sfumature di significato, spesso allontanandosi di molto dal carattere della comicità. La commedia, nella sua forma scritta, ha origine in Grecia nel V secolo a.C.

## Etimologia e significati
La parola greca κωμῳδία (cōmōdìa), che sembrerebbe derivare da κῶμος (kômos), "corteo festivo", e ᾠδή (ōdé), "canto", indica come questa forma di drammaturgia sia lo sviluppo in una forma compiuta delle antiche feste propiziatorie in onore di divinità elleniche, con probabile riferimento ai culti dionisiaci. Peraltro, anche i primi ludi scenici romani furono istituiti, secondo Tito Livio, per scongiurare una pestilenza invocando il favore degli dèi. Non è però da escludere l'ipotesi secondo cui la parola derivi da κῶμη (kômē), "villaggio", e ᾠδή (ōdé), "canto", e quindi "canto del villaggio", in quanto i cortei festivi, probabilmente dedicati al dio Bacco, si svolgevano in contesti rurali, quindi nelle campagne e nei villaggi.
Per i padri della lingua italiana, il vocabolo indicava un componimento poetico che comportasse un lieto fine, e il cui stile fosse 'medio': doveva collocarsi a metà strada fra la tragedia e l'elegia. Dante intitolò Comedìa il suo poema considerando invece l'Eneide di Virgilio una tragedìa.
Nel Cinquecento la commedia classica viene riscoperta, e il significato si riavvicina a quello originario greco e latino, ristretto all'ambito teatrale.

## La commedia greca
La commedia assunse una struttura autonoma durante le feste e le fallofòrie dionisiache. La prima gara teatrale fra autori comici si svolse ad Atene nel 486 a.C. In altre città si erano sviluppate forme di spettacolo burlesche come le farse di Megara, composte di danze e scherzi, e simili spettacoli si svolgevano alla corte del tiranno Gerone in Sicilia, anche se non ce ne sono pervenuti i testi.
Secondo Aristotele, che nella Poetica attribuisce ai siracusani Formide ed Epicarmo i primi testi teatrali comici, la commedia siracusana precedette quella attica. Di Epicarmo ci restano pochi frammenti di un'opera comica (mimo).

### Periodi della commedia greca
A differenza della tragedia greca, che iniziò il suo declino negli anni immediatamente successivi alla morte di Euripide, il genere comico continuò successivamente a mantenere per molto tempo la propria vitalità, sopravvivendo fino alla metà del III secolo a.C., adattandosi ai cambiamenti politici, culturali e sociali. I commentatori antichi distinsero perciò tre fasi della commedia greca:
1. Commedia antica (archàia), nel periodo che va dalle origini fino al IV secolo a.C.;
2. Commedia di mezzo, fino all'inizio dell'Ellenismo (323 a.C.);
3. Commedia nuova, che coincide con l'età ellenistica.

Dopo quest'ultima fase il genere comico non scomparve, ma si 'trasferì' a Roma, all'interno della cultura latina, con i commediografi latini di palliatae.

### Commedia Attica antica - Archàia
Il suo maggiore rappresentante è Aristofane, l'unico commediografo di questo periodo della commedia attica di cui ci siano pervenuti testi completi. Utilizzò elementi fantastici e introdusse la satira politica fino all'attacco personale, secondo il principio dell'onomastì komodéin (deridere una persona con il suo nome).

### Commedia Attica di mezzo - Mese
La Commedia Attica di mezzo va dal 388 a.C. al 321 a.C. e i suoi maggiori esponenti sono Antifane, Anassandride e Alessi. In questo periodo il teatro comico perde le sue caratteristiche di satira politica e si orienta verso commedie "disimpegnate". I protagonisti sono personaggi ispirati dalla realtà quotidiana, specialmente gli umili. Nella commedia Attica di mezzo è presente anche un rovesciamento comico degli episodi mitologici, possiamo quindi definire tale commedia "parodia mitologica".

### Commedia Attica nuova - Nea
L'ultima fase della commedia attica dopo la commedia antica e la commedia di mezzo, la commedia nuova, coincide con l'età ellenistica, in cui il cittadino è ridotto al rango di suddito, ininfluente dal punto di vista politico. I temi della commedia si adattano alla nuova realtà, spostandosi dall'analisi dei problemi politici all'universo dell'individuo.
I personaggi non riproducono che dei "tipi" secondo uno schema poi divenuto classico e adattato dalla commedia romana e, più tardi, dalla commedia dell'arte: i giovani innamorati, il vecchio scorbutico, lo schiavo astuto, il crapulone.
Il maggior esponente della commedia nuova è Menandro (342 a.C.– 291 a.C.).

## Teatro comico romano
A Roma, prima che nascesse un teatro regolare, strutturato cioè intorno a un nucleo narrativo e organizzato secondo i canoni del teatro greco, esisteva già una produzione comica locale recitata da attori non professionisti, di cui non resta tuttavia documentazione scritta. Analogamente a quanto era accaduto nel VI secolo a.C. in Attica, anche le prime manifestazioni teatrali romane nacquero in occasione di festività che coincidevano con momenti rilevanti dell'attività agricola, come l'aratura, la mietitura, la vendemmia.
Fra le azioni rituali proprie di queste festa, che, secondo quanto accade ancora oggi in alcune zone contadine dell'Europa, avevano funzione apotropaica, ovvero erano finalizzate ad allontanare gli influssi dannosi, c'erano rudimentali forme di rappresentazione teatrale dette fescennini versus, forse ricollegabili all'ambiente etrusco. Secondo testimonianze successive, fra le quali spicca quella del poeta Orazio (epistola II 1, 139-160), i fescennini consistevano in alcuni dialoghi dal tono volgare e aggressivo, che, accompagnati da un'adeguata gestualità, venivano improvvisati da contadini con il volto coperto da maschere di corteccia. La presenza di maschere e la forte connotazione oscena che pare fosse tipica dei fescennini trovano una possibile spiegazione nella funzione propiziatoria attribuita a questi versi. L'oscenità e l'aggressività dei versi fescennini confluirono in seguito nei canti che accompagnavano rispettivamente i cortei nuziali e i trionfi militari; la mancanza di freni inibitori che li caratterizzava continuò a vivere nella rappresentazione teatrale, intesa come spazio metaforico in cui si manifestano le pulsioni interiori di norma represse dalla società.
A partire dal IV secolo a.C. si diffuse a Roma la satura, un'altra forma di rappresentazione destinata a fornire più di uno spunto alla produzione teatrale successiva. Anche questo genere ebbe origini rituali: secondo un brano molto discusso dello storico Livio (Ab Urbe condita VII 2), la satura nacque nel 364 a.C. quando, per far cessare una pestilenza, vennero organizzati dei ludi scaenici apotropaici durante i quali si tenne come rito propiziatorio uno spettacolo recitato e danzato da attori venuti dall'Etruria. Ma i giovani di Roma, imitando i danzatori etruschi, crearono un tipo di spettacolo non più legato alla sfera rituale in cui musica e danza venivano accompagnate dalla recitazione di battute e da un'adeguata mimica. Nacque così la satira, il cui nome (da satur, “sazio”, “ricco”) allude probabilmente alla mescolanza di pezzi teatrali non legati tra loro da una trama, e caratterizzati dalla varietà artistica. Al di là dell'interpretazione molto complessa del brano di Livio, rimane problematico distinguere la forma di satira da lui descritta, evidentemente di tipo drammatico, dal genere letterario non drammatico che si sviluppò con Lucilio e che troverà in Giovenale uno dei suoi esponenti più significativi. Comunque, l'importante esperienza della satira drammatica costituì probabilmente il primo laboratorio gestuale e musicale da cui i commediografi latini trassero alcune competenze necessarie, cosicché, quando poi entrarono in contatto con la produzione comica greca ed ellenistica, furono in grado di rielaborarla originalmente.
Completa il quadro della produzione teatrale preletteraria romana l'atellana, che forse deriva il suo nome dalla cittadina osca di Atella, da cui ebbe probabilmente origine. Come la satura, anche la recitazione dell'atellana preletteraria fu prerogativa dei giovani romani. Essi, nel tentativo di soddisfare il loro desiderio di recitazione senza incorrere nelle pene previste dalla legge per un cittadino che si dedicasse in forma professionale alla carriera dell'attore, diedero vita ad una forma teatrale per dilettanti, caratterizzata da un'accesa oscenità e da una forte aggressività verbale, oltre che dalla ricorrenza di maschere fisse (per esempio, Marcus, "lo sciocco", Pappus, "il vecchio avaro"). L'atellana trovo collocazione in coda alla rappresentazione degli spettacoli teatrali regolari di tipo tragico, con il nome di exodium Atellanicum.
Il teatro comico regolare si sviluppò a Roma, insieme a quello tragico, a partire dalla seconda metà del III secolo a.C.: l'aspetto rilevante è che di questa produzione comica non sono sopravvissuti solo frammenti, come nel caso della tragedia latina arcaica, ma un cospicuo numero di opere che costituisce un'eccezionale documentazione: ventuno commedie di Plauto e sei di Terenzio. Alla base dell'ampia fioritura di questo genere c'è in primo luogo il contratto tra i commediografi latini ed i testi della Commedia nuova, diffusi a partire dalle colonie della Magna Grecia e della Sicilia da associazioni di attori itineranti. La commedia latina regolare fu preceduta da una tradizione comica preletteraria di origine italica, che confluì in essa insieme alla componente greca. Anche per questo, il teatro comico latino nella sua forma letteraria, pur rimanendo sempre vicino alla sua matrice greca, poté comunque sviluppare caratteristiche proprie e via via sempre più originali.
Dato che si ispirava dichiaratamente ai copioni delle commedie greche, la prima produzione comica latina mantenne l'ambientazione greca dei propri modelli, e greci rimasero i nomi dei personaggi che vi agivano. La scelta di collocare le opere comiche in un ambiente diverso da quello romano permetteva di rappresentare situazioni fortemente equivoche e di mettere in ridicolo abitudini e tipi umani con una libertà impossibile se le vicende ed i cittadini rappresentati fossero stati romani: il padrone gabbato dallo schiavo o il padre di famiglia che contendeva una cortigiana al figlio scapestrato venivano così sospinti in un'altra dimensione sociale, erano roba da Greci, impensabile nel rigido sistema di valori romano. Questo particolare tipo di rappresentazione, che riscosse a Roma un successo straordinario, assunse il nome di fabula palliata, dal pallium, l'abito di provenienza greca indossato dagli attori. Livio Andronico, il primo autore della letteratura latina (la sua prima rappresentazione drammatica risale al 240 a.C.), fu anche il primo autore di palliatae. Della sua produzione comica restano un titolo sicuro, Gladiolus, "Lo spadino", e qualche raro frammento. Ma Andronico come commediografo non ebbe fortuna nel giudizio del posteri, tanto che non fu inserito nell'elenco dei dieci migliori comici latini, come invece toccò a Nevio e a Ennio.
Gneo Nevio, invece, fu probabilmente il primo ad introdurre a Roma la contaminatio, una tecnica drammaturgica che consiste nell'inserimento in un copione greco che si sta traducendo di una o più scene tratte da altre commedie greche, allo scopo di vivacizzare ed arricchire l'azione. La contaminatio non era né un plagio né una semplice operazione di cucitura: il poeta che la praticava doveva infatti saper valutare con sensibilità i tratti comuni fra le opere che intendeva fondere perché ne derivasse una testo coerente e dotato di senso. La produzione comica di Nevio doveva essere notevole per quantità e qualità: ci restano, infatti, circa 130 versi e 40 titolo, alcuni greci, come il Colax, "L'adulatore", altri di ambientazione romana, tra cui la famosaTarentilla, "La ragazza di Taranto".
Le commedie di Nevio furono apprezzate dagli antichi per l'originalità e lo spirito comico che egli attinse non tanto dai modelli greci quanto da fonti italiche. Livio Andronico fu dunque l'iniziatore del genero comico, così come di quello tragico e di quello epico; Nevio invece introdusse in questi generi un accentuato carattere italico.
Tra il II ed il I secolo a.C. si sviluppò, anche se con minor successo, una fabula togata, che prendeva il suo nome appunto dalla toga, l'abito tradizionale latino: tale tipo di commedia era ambientata a Roma, aperta a tematice romane e con personaggi dai nomi romani. La commedia togata è legata soprattutto ai nomi di Titinio (II secolo a.C.), di cui possediamo quindici titoli (quasi tutti formati da appellativi di donne, come Setina, "La donna di Setina", e Veliterna, "La donna di Velletri"), e di Lucio Afranio (seconda metà del II secolo a.C.). Di Afranio, che godeva di una buona fama poetica, rimangono più di quaranta titoli (tra cui Emancipatus, "Lo schiavo liberato", Mariti, "I mariti", Divortium, "Il divorzio", Cinerarius, "Il parrucchiere"), da cui si può cogliere una certa attenzione nei confronti della vita quotidiana romana. Proprio per quanto si è osservato, l'ambientazione romana della togata non consentì mai che le vicende ed i personaggi rappresentati raggiungessero la stessa intensità comica di quelli della palliata: per questo la togata, i cui intrecci erano basati soprattutto sull'amore e sul denaro, nel giro di poco più di un secolo si esaurì.

### L'esaurirsi del genere comico a Roma
Fra gli autori di palliatae va ricordato ancora Sesto Turpilio, contemporaneo di Terenzio, con il quale, attorno alla fine del II secolo a.C., il genere si esaurisce. Nel I secolo a.C. altri autori tentarono di rinnovare la produzione teatrale comica, distaccandosi in parte dalla tradizione precedente: Novio e Lucio Pomponio, ispirandosi agli antichi exodia atellanica recitati in modo improvvisato in coda ad altri spettacoli teatrali, composero delle atellane letterarie, caratterizzate da una comicità popolare e costruite attorno alle tradizionali maschere di Bucco, Maccus e Pappus. Nella seconda metà del secolo fra gli intellettuali legati ad Augusto nacque il sottogenere della fabula trabeata, che derivava il nome dalla trabea, l'abbigliamento tipico dei cavalieri: si trattava di una commedia che aveva per protagonisti non più i ceti sociali medio-bassi, ma quello più elevato degli equites.
Nel corso della prima età imperiale fu lo stesso princeps Augusto ad esercitare di persona pressioni perché a Roma riprendesse vigore la consuetudine alle rappresentazioni teatrali, che egli riteneva canali privilegiati per poter comunicare rapidamente orientamenti ideologici e politici a grandi masse di pubblico. Tuttavia il tentativo augusteo non ebbe successo: alle rappresentazioni teatrali più tradizionali si sostituirono le forme del mimo e del pantomimo. I mimi, fondati su canovacci dalla trama non ben definita, portarono sulla scena attori e attrici che, senza maschera, improvvisavano vicende ispirate alla quotidianità attraverso parole, musica e danze. I soggetti del mimo erano piuttosto licenziosi: c'erano tradimenti, relazioni illecite, astuzie ed inganni. Col tempo il mimo giunse infine a rappresentare scene fortemente erotiche o sanguinose, la cui crudeltà era affine a quella propria degli spettacoli del circo. I più celebri mimografi latini furono Decimo Laberio e Publilio Siro, vissuti entrambi nel I secolo a.C. In particolare l'opera di Siro, un liberto di origine asiatica, fu ampiamente antologizzata in una serie di sententiae che documentano la presenza, nei suoi testi, di una saggezza popolare, mordace e talvolta amara. Più raffinata invece la forma teatrale del pantomimo, una rappresentazione danzata che, senza alcun ricorso al dialogo, mimava azioni perlopiù ispirate ad episodi del mito.
Nel II secolo d.C., nel quadro di un complessivo ritorno a modelli letterari antichi si ebbe infine una nuova produzione di commedie, destinate però alla semplice recitazione negli auditoria. L'unica testimonianza a noi pervenuta delle commedie di età imperiale è il Querolus ("Il brontolone"), un'opera anonima ispirata all'Aulularia di Plauto: dedicata a un Rutilius che potrebbe essere Rutilio Namaziano, l'autore del De reditu suo, la commedia sembra essere stata composta nel V secolo d.C., in ambiente gallo-romano.

## Commedia elegiaca
Con la denominazione di commedia elegiaca si intende, convenzionalmente, l'insieme di testi latini medioevali, dialogati e narrati, normalmente in distici elegiaci, scritti principalmente nel XII secolo, con echi tardi nella prima metà del XIII secolo.

Non si sa con certezza se le composizioni furono scritte per la scena e se abbiano avuto un'influenza sul sorgere del teatro in volgare. In ogni caso, alcuni tipi e situazioni comiche sono passate al teatro, come ad esempio equivoci ed inganni. La commedia elegiaca era denominata anche oraziana, viste le tante derivazioni dalle Satire, oltre che dalla letteratura medioevale, novellistica in particolar modo, da cui colse a piene mani tipi e caratteri, licenziosità e vivacità nei dialoghi e nelle trame. Gli storici indicano nella Francia la culla della commedia elegiaca, e hanno fissato in Orléans la sede più importante di questa attività. Tra gli autori più noti, si annoverarono Vital de Blois, Guglielmo di Blois (con l'Alda), Matteo di Vendôme e, alla corte di Federico II di Svevia, Iacopo da Benevento (con la De uxore cerdonis) e Riccardo da Venosa, con De Paulino et Polla.

## Commedia in volgare
La Commedia in volgare nacque nel XVI secolo, grazie all'inserimento della cultura laica all'interno delle rappresentazioni sacre; fu uno dei due filoni nella quale si diversificò il nuovo tipo di commedia (l'altro fu la commedia dell'arte). La Commedia in volgare si indirizzò verso un pubblico di buona preparazione culturale rintracciabile nelle corti.
Il primo esempio di commedia in volgare è stato Il formicone di Publio Filippo Mantovano, tratto da Apuleio, rappresentata la prima volta il 12 novembre 1503 a Mantova, alla corte di Isabella d'Este che ne fu entusiasta: 
Tra gli altri esempi più significativi si ricordano:
- la Cassaria dell'Ariosto (1508);
- La mandragola del Machiavelli (1515);
- Il marescalco dell'Aretino (1526);
- il Candelaio di Giordano Bruno (1582).

Per quanto riguarda l'intreccio, i tipi e le scene, tutte queste opere derivarono dalla commedia classica, mentre per quanto riguarda il carattere spaziarono dal satirico al malinconico.
Nel corso dei secoli è divenuta uno dei simboli rappresentativi delle varie regioni e dei vari dialetti, dato che sorsero commedie locali, quali le cavajole napoletane e le farse carnevalesche piemontesi.

## Commedia dell'arte
La commedia dell'arte fu oggetto della critica goldoniana in quanto era rivolta a rendere le maschere dei veri e propri stereotipi psicologici.
Sorse sia per l'insofferenza alle regole sia per il desiderio di novità.
veniva così chiamata perché era recitata da attori professionisti, che esercitavano l'arte della recitazione teatrale.
Fu anche chiamata commedia a soggetto perché il suo sviluppo veniva improvvisato sulla scena intorno a un soggetto o argomento detto canovaccio o scenario. In esso era scritta soltanto la trama ridotta all'essenziale con l'indicazione dell'azione dei personaggi; il dialogo veniva invece improvvisato.

## Commedia contemporanea
- commedia d'intreccio
- commedia di carattere
- commedia musicale

## Commedia all'italiana
- Mario Monicelli
- Dino Risi
- Eduardo De Filippo